# Шифрування (фільм)
«Шифрування» (англ. Encrypt) — американсько-канадський постапокаліптичний телефільм, прем'єра якого відбулася 14 червня 2003 р. на телеканалі Syfy. Події розгортаються у 2068 р., коли поверхня Землі знаходиться в катастрофічному стані, багато територій перетворюються на пустки великими бурями (побічний продукт руйнування озонового шару). Режисер — Оскар Луїс Косто.

## Сюжет
Мала частка людей, хто вижив, присвятили себе збереженню та захисту того, що залишилося від людства. Серед них колишній капітан армії Джон Томас Гарт (Грант Шоу). Гартові робить пропозицію Лап'єр, його колишній товариш (Стів Бейсік), що в даний час працює на екологічного спекулянта Антона Райха (Арт Хіндл), від якої він не зміг відмовитися. В обмін на виживання свого батька і друга Райх погоджується очолити невелику групу найманців, щоб проникнути в нерухомість Вінсента та «звільнити» безцінні твори мистецтва, які там зберігалися. У супроводі фахівця розвідки Фернандеса (Наомі Гаскін), снайпера Кінга (Метью Дж. Тейлор) і технологічного генія Ебершоу (Вейн Вьорд) Гарт повинен знайти спосіб обійти шифрування смертельної комп'ютеризованої системи безпеки, яка оточує нерухомість. Інші перешкоди включають Рука, робота-вбивцю, та Діану (Вівіан Ву), голографічного начальника безпеки нерухомості.